# Ґлейт
Ґлейт (кглейт за орфографією староукраїнської мови, ґлейто́вний лист, від нім. Geleit; пол. glejt) — охоронна грамота або лист у Священній Римській Імперії, Королівстві Польському, Великому князівстві Литовському та Речі Посполитій, що видавався королем або великим князем особам, які не мали громадянських прав або не були підданими цих монархів.
Ґлейт видавався три рази впродовж року і шести тижнів.
Згадується у Литовських Статутах. Відомий також як залізний лист.